# FIFA FIFPro World XI
Die FIFA FIFPro World XI (früher FIFA/FIFPro World XI) ist eine jährliche Auszeichnung für die besten elf Fußballspieler des Jahres auf ihrer jeweiligen Position, die zu einer Weltauswahl zusammengestellt werden. Seit 2005 wählt die FIFPro, die internationale Gewerkschaft der Profifußballer, die Weltelf. Seit 2009 geschieht dies in unverändertem Modus gemeinsam mit dem Weltfußballverband FIFA. 
Seit 2015 wird auch eine Frauen Weltauswahl gekürt.

## Modus
Wahlberechtigt sind alle in der FIFPro organisierten Profifußballer. Diese erhalten eine Wahlkarte mit einer Vorauswahl von 55 Spielern, die im abgelaufenen Jahr herausragende Leistungen gezeigt haben. Daraus müssen die Wahlberechtigten dann eine Mannschaft bestehend aus einem Torhüter, vier Verteidigern, drei Mittelfeldspielern und drei Stürmern zusammenstellen. 

## Ergebnisse

### 2005
| Position   | Name                 | Verein       |
| ---------- | -------------------- | ------------ |
| Tor        | Dida                 | AC Mailand   |
| Abwehr     | Cafu                 | AC Mailand   |
| Abwehr     | Paolo Maldini        | AC Mailand   |
| Abwehr     | Alessandro Nesta     | AC Mailand   |
| Abwehr     | John Terry           | FC Chelsea   |
| Mittelfeld | Frank Lampard        | FC Chelsea   |
| Mittelfeld | Claude Makélélé      | FC Chelsea   |
| Mittelfeld | Zinédine Zidane      | Real Madrid  |
| Sturm      | Samuel Eto’o         | FC Barcelona |
| Sturm      | Ronaldinho           | FC Barcelona |
| Sturm      | Andrij Schewtschenko | AC Mailand   |

### 2006
| Position   | Name               | Verein                        |
| ---------- | ------------------ | ----------------------------- |
| Tor        | Gianluigi Buffon   | Juventus Turin                |
| Abwehr     | Fabio Cannavaro    | Juventus Turin / Real Madrid  |
| Abwehr     | John Terry         | FC Chelsea                    |
| Abwehr     | Lilian Thuram      | Juventus Turin / FC Barcelona |
| Abwehr     | Gianluca Zambrotta | Juventus Turin / FC Barcelona |
| Mittelfeld | Kaká               | AC Mailand                    |
| Mittelfeld | Andrea Pirlo       | AC Mailand                    |
| Mittelfeld | Zinédine Zidane    | Real Madrid                   |
| Sturm      | Samuel Eto’o       | FC Barcelona                  |
| Sturm      | Thierry Henry      | FC Arsenal                    |
| Sturm      | Ronaldinho         | FC Barcelona                  |

### 2007
| Position   | Name              | Verein            |
| ---------- | ----------------- | ----------------- |
| Tor        | Gianluigi Buffon  | Juventus Turin    |
| Abwehr     | Fabio Cannavaro   | Real Madrid       |
| Abwehr     | Alessandro Nesta  | AC Mailand        |
| Abwehr     | Carles Puyol      | FC Barcelona      |
| Abwehr     | John Terry        | FC Chelsea        |
| Mittelfeld | Steven Gerrard    | FC Liverpool      |
| Mittelfeld | Kaká              | AC Mailand        |
| Mittelfeld | Cristiano Ronaldo | Manchester United |
| Sturm      | Didier Drogba     | FC Chelsea        |
| Sturm      | Lionel Messi      | FC Barcelona      |
| Sturm      | Ronaldinho        | FC Barcelona      |

### 2008
| Position   | Name              | Verein            |
| ---------- | ----------------- | ----------------- |
| Tor        | Iker Casillas     | Real Madrid       |
| Abwehr     | Rio Ferdinand     | Manchester United |
| Abwehr     | Carles Puyol      | FC Barcelona      |
| Abwehr     | Sergio Ramos      | Real Madrid       |
| Abwehr     | John Terry        | FC Chelsea        |
| Mittelfeld | Steven Gerrard    | FC Liverpool      |
| Mittelfeld | Kaká              | AC Mailand        |
| Mittelfeld | Xavi              | FC Barcelona      |
| Sturm      | Lionel Messi      | FC Barcelona      |
| Sturm      | Cristiano Ronaldo | Manchester United |
| Sturm      | Fernando Torres   | FC Liverpool      |

### 2009
| Position   | Name              | Verein                          |
| ---------- | ----------------- | ------------------------------- |
| Tor        | Iker Casillas     | Real Madrid                     |
| Abwehr     | Dani Alves        | FC Barcelona                    |
| Abwehr     | Nemanja Vidić     | Manchester United               |
| Abwehr     | John Terry        | FC Chelsea                      |
| Abwehr     | Patrice Evra      | Manchester United               |
| Mittelfeld | Steven Gerrard    | FC Liverpool                    |
| Mittelfeld | Andrés Iniesta    | FC Barcelona                    |
| Mittelfeld | Xavi              | FC Barcelona                    |
| Sturm      | Lionel Messi      | FC Barcelona                    |
| Sturm      | Cristiano Ronaldo | Manchester United / Real Madrid |
| Sturm      | Fernando Torres   | FC Liverpool                    |

### 2010
| Position   | Name              | Verein                     |
| ---------- | ----------------- | -------------------------- |
| Tor        | Iker Casillas     | Real Madrid                |
| Abwehr     | Maicon            | Inter Mailand              |
| Abwehr     | Lúcio             | Inter Mailand              |
| Abwehr     | Gerard Piqué      | FC Barcelona               |
| Abwehr     | Carles Puyol      | FC Barcelona               |
| Mittelfeld | Wesley Sneijder   | Inter Mailand              |
| Mittelfeld | Xavi              | FC Barcelona               |
| Mittelfeld | Andrés Iniesta    | FC Barcelona               |
| Sturm      | Lionel Messi      | FC Barcelona               |
| Sturm      | David Villa       | FC Valencia / FC Barcelona |
| Sturm      | Cristiano Ronaldo | Real Madrid                |

### 2011
| Position   | Name              | Verein            |
| ---------- | ----------------- | ----------------- |
| Tor        | Iker Casillas     | Real Madrid       |
| Abwehr     | Sergio Ramos      | Real Madrid       |
| Abwehr     | Nemanja Vidić     | Manchester United |
| Abwehr     | Gerard Piqué      | FC Barcelona      |
| Abwehr     | Dani Alves        | FC Barcelona      |
| Mittelfeld | Xabi Alonso       | Real Madrid       |
| Mittelfeld | Xavi              | FC Barcelona      |
| Mittelfeld | Andrés Iniesta    | FC Barcelona      |
| Sturm      | Lionel Messi      | FC Barcelona      |
| Sturm      | Wayne Rooney      | Manchester United |
| Sturm      | Cristiano Ronaldo | Real Madrid       |

### 2012
| Position   | Name              | Verein          |
| ---------- | ----------------- | --------------- |
| Tor        | Iker Casillas     | Real Madrid     |
| Abwehr     | Marcelo           | Real Madrid     |
| Abwehr     | Sergio Ramos      | Real Madrid     |
| Abwehr     | Gerard Piqué      | FC Barcelona    |
| Abwehr     | Dani Alves        | FC Barcelona    |
| Mittelfeld | Xabi Alonso       | Real Madrid     |
| Mittelfeld | Xavi              | FC Barcelona    |
| Mittelfeld | Andrés Iniesta    | FC Barcelona    |
| Sturm      | Lionel Messi      | FC Barcelona    |
| Sturm      | Falcao            | Atlético Madrid |
| Sturm      | Cristiano Ronaldo | Real Madrid     |

### 2013
| Position   | Name               | Verein              |
| ---------- | ------------------ | ------------------- |
| Tor        | Manuel Neuer       | FC Bayern München   |
| Abwehr     | Philipp Lahm       | FC Bayern München   |
| Abwehr     | Sergio Ramos       | Real Madrid         |
| Abwehr     | Thiago Silva       | Paris Saint-Germain |
| Abwehr     | Dani Alves         | FC Barcelona        |
| Mittelfeld | Franck Ribéry      | FC Bayern München   |
| Mittelfeld | Xavi               | FC Barcelona        |
| Mittelfeld | Andrés Iniesta     | FC Barcelona        |
| Sturm      | Lionel Messi       | FC Barcelona        |
| Sturm      | Zlatan Ibrahimović | Paris Saint-Germain |
| Sturm      | Cristiano Ronaldo  | Real Madrid         |

### 2014
| Position   | Name              | Verein                           |
| ---------- | ----------------- | -------------------------------- |
| Tor        | Manuel Neuer      | FC Bayern München                |
| Abwehr     | Philipp Lahm      | FC Bayern München                |
| Abwehr     | David Luiz        | FC Chelsea / Paris Saint-Germain |
| Abwehr     | Thiago Silva      | Paris Saint-Germain              |
| Abwehr     | Sergio Ramos      | Real Madrid                      |
| Mittelfeld | Toni Kroos        | FC Bayern München / Real Madrid  |
| Mittelfeld | Ángel Di María    | Real Madrid / Manchester United  |
| Mittelfeld | Andrés Iniesta    | FC Barcelona                     |
| Sturm      | Lionel Messi      | FC Barcelona                     |
| Sturm      | Arjen Robben      | FC Bayern München                |
| Sturm      | Cristiano Ronaldo | Real Madrid                      |

### 2015
| Position   | Name              | Verein              |
| ---------- | ----------------- | ------------------- |
| Tor        | Manuel Neuer      | FC Bayern München   |
| Abwehr     | Marcelo           | Real Madrid         |
| Abwehr     | Thiago Silva      | Paris Saint-Germain |
| Abwehr     | Sergio Ramos      | Real Madrid         |
| Abwehr     | Dani Alves        | FC Barcelona        |
| Mittelfeld | Paul Pogba        | Juventus Turin      |
| Mittelfeld | Luka Modrić       | Real Madrid         |
| Mittelfeld | Andrés Iniesta    | FC Barcelona        |
| Sturm      | Lionel Messi      | FC Barcelona        |
| Sturm      | Neymar            | FC Barcelona        |
| Sturm      | Cristiano Ronaldo | Real Madrid         |

### 2016
| Position   | Name              | Verein                        |
| ---------- | ----------------- | ----------------------------- |
| Tor        | Manuel Neuer      | FC Bayern München             |
| Abwehr     | Marcelo           | Real Madrid                   |
| Abwehr     | Sergio Ramos      | Real Madrid                   |
| Abwehr     | Gerard Piqué      | FC Barcelona                  |
| Abwehr     | Dani Alves        | FC Barcelona / Juventus Turin |
| Mittelfeld | Toni Kroos        | Real Madrid                   |
| Mittelfeld | Luka Modrić       | Real Madrid                   |
| Mittelfeld | Andrés Iniesta    | FC Barcelona                  |
| Sturm      | Lionel Messi      | FC Barcelona                  |
| Sturm      | Luis Suárez       | FC Barcelona                  |
| Sturm      | Cristiano Ronaldo | Real Madrid                   |

### 2017
| Position   | Name              | Verein                               |
| ---------- | ----------------- | ------------------------------------ |
| Tor        | Gianluigi Buffon  | Juventus Turin                       |
| Abwehr     | Marcelo           | Real Madrid                          |
| Abwehr     | Sergio Ramos      | Real Madrid                          |
| Abwehr     | Leonardo Bonucci  | Juventus Turin / AC Mailand          |
| Abwehr     | Dani Alves        | Juventus Turin / Paris Saint-Germain |
| Mittelfeld | Toni Kroos        | Real Madrid                          |
| Mittelfeld | Luka Modrić       | Real Madrid                          |
| Mittelfeld | Andrés Iniesta    | FC Barcelona                         |
| Sturm      | Lionel Messi      | FC Barcelona                         |
| Sturm      | Neymar            | FC Barcelona / Paris Saint-Germain   |
| Sturm      | Cristiano Ronaldo | Real Madrid                          |

### 2018
| Position   | Name              | Verein                       |
| ---------- | ----------------- | ---------------------------- |
| Tor        | David de Gea      | Manchester United            |
| Abwehr     | Marcelo           | Real Madrid                  |
| Abwehr     | Sergio Ramos      | Real Madrid                  |
| Abwehr     | Raphaël Varane    | Real Madrid                  |
| Abwehr     | Dani Alves        | Paris Saint-Germain          |
| Mittelfeld | N’Golo Kanté      | FC Chelsea                   |
| Mittelfeld | Luka Modrić       | Real Madrid                  |
| Mittelfeld | Eden Hazard       | FC Chelsea                   |
| Sturm      | Lionel Messi      | FC Barcelona                 |
| Sturm      | Kylian Mbappé     | Paris Saint-Germain          |
| Sturm      | Cristiano Ronaldo | Real Madrid / Juventus Turin |

### 2019
| Position   | Name              | Verein                          |
| ---------- | ----------------- | ------------------------------- |
| Tor        | Alisson           | FC Liverpool                    |
| Abwehr     | Marcelo           | Real Madrid                     |
| Abwehr     | Sergio Ramos      | Real Madrid                     |
| Abwehr     | Virgil van Dijk   | FC Liverpool                    |
| Abwehr     | Matthijs de Ligt  | Ajax Amsterdam / Juventus Turin |
| Mittelfeld | Frenkie de Jong   | Ajax Amsterdam / FC Barcelona   |
| Mittelfeld | Luka Modrić       | Real Madrid                     |
| Mittelfeld | Eden Hazard       | FC Chelsea / Real Madrid        |
| Sturm      | Lionel Messi      | FC Barcelona                    |
| Sturm      | Kylian Mbappé     | Paris Saint-Germain             |
| Sturm      | Cristiano Ronaldo | Juventus Turin                  |

### 2020
| Position   | Name                   | Verein                           |
| ---------- | ---------------------- | -------------------------------- |
| Tor        | Alisson                | FC Liverpool                     |
| Abwehr     | Trent Alexander-Arnold | FC Liverpool                     |
| Abwehr     | Sergio Ramos           | Real Madrid                      |
| Abwehr     | Virgil van Dijk        | FC Liverpool                     |
| Abwehr     | Alphonso Davies        | FC Bayern München                |
| Mittelfeld | Kevin De Bruyne        | Manchester City                  |
| Mittelfeld | Thiago                 | FC Bayern München / FC Liverpool |
| Mittelfeld | Joshua Kimmich         | FC Bayern München                |
| Sturm      | Lionel Messi           | FC Barcelona                     |
| Sturm      | Robert Lewandowski     | FC Bayern München                |
| Sturm      | Cristiano Ronaldo      | Juventus Turin                   |

### 2021
| Position   | Name                 | Verein                             |
| ---------- | -------------------- | ---------------------------------- |
| Tor        | Gianluigi Donnarumma | AC Mailand / Paris Saint-Germain   |
| Abwehr     | David Alaba          | FC Bayern München / Real Madrid    |
| Abwehr     | Leonardo Bonucci     | Juventus Turin                     |
| Abwehr     | Rúben Dias           | Manchester City                    |
| Mittelfeld | Kevin De Bruyne      | Manchester City                    |
| Mittelfeld | Jorginho             | FC Chelsea                         |
| Mittelfeld | N’Golo Kanté         | FC Chelsea                         |
| Sturm      | Lionel Messi         | FC Barcelona / Paris Saint-Germain |
| Sturm      | Robert Lewandowski   | FC Bayern München                  |
| Sturm      | Cristiano Ronaldo    | Juventus Turin / Manchester United |
| Sturm      | Erling Haaland       | Borussia Dortmund                  |

### 2022
| Position   | Name             | Verein                              |
| ---------- | ---------------- | ----------------------------------- |
| Tor        | Thibaut Courtois | Real Madrid                         |
| Abwehr     | João Cancelo     | Manchester City / FC Bayern München |
| Abwehr     | Virgil van Dijk  | FC Liverpool                        |
| Abwehr     | Achraf Hakimi    | Paris Saint-Germain                 |
| Mittelfeld | Casemiro         | Real Madrid / Manchester United     |
| Mittelfeld | Kevin De Bruyne  | Manchester City                     |
| Mittelfeld | Luka Modrić      | Real Madrid                         |
| Sturm      | Karim Benzema    | Real Madrid                         |
| Sturm      | Erling Haaland   | Borussia Dortmund / Manchester City |
| Sturm      | Kylian Mbappé    | Paris Saint-Germain                 |
| Sturm      | Lionel Messi     | Paris Saint-Germain                 |

| Position   | Name              | Verein                         |
| ---------- | ----------------- | ------------------------------ |
| Tor        | Christiane Endler | Paris Saint-Germain            |
| Abwehr     | Lucy Bronze       | Manchester City / FC Barcelona |
| Abwehr     | Mapi León         | FC Barcelona                   |
| Abwehr     | Wendie Renard     | Olympique Lyon                 |
| Abwehr     | Leah Williamson   | FC Arsenal                     |
| Mittelfeld | Lena Oberdorf     | VfL Wolfsburg                  |
| Mittelfeld | Alexia Putellas   | FC Barcelona                   |
| Mittelfeld | Keira Walsh       | Manchester City / FC Barcelona |
| Sturm      | Sam Kerr          | FC Chelsea                     |
| Sturm      | Beth Mead         | FC Arsenal                     |
| Sturm      | Alex Morgan       | Orlando Pride / San Diego Wave |

### 2023
| Position   | Name             | Verein                            |
| ---------- | ---------------- | --------------------------------- |
| Tor        | Thibaut Courtois | Real Madrid                       |
| Abwehr     | Rúben Dias       | Manchester City                   |
| Abwehr     | John Stones      | Manchester City                   |
| Abwehr     | Kyle Walker      | Manchester City                   |
| Mittelfeld | Jude Bellingham  | Borussia Dortmund / Real Madrid   |
| Mittelfeld | Kevin De Bruyne  | Manchester City                   |
| Mittelfeld | Bernardo Silva   | Manchester City                   |
| Sturm      | Erling Haaland   | Manchester City                   |
| Sturm      | Kylian Mbappé    | Paris Saint-Germain               |
| Sturm      | Lionel Messi     | Paris Saint-Germain / Inter Miami |
| Sturm      | Vinícius Júnior  | Real Madrid                       |

| Position   | Name           | Verein                         |
| ---------- | -------------- | ------------------------------ |
| Tor        | Mary Earps     | Manchester United              |
| Abwehr     | Lucy Bronze    | FC Barcelona                   |
| Abwehr     | Olga Carmona   | Real Madrid                    |
| Abwehr     | Alex Greenwood | Manchester City                |
| Mittelfeld | Aitana Bonmatí | FC Barcelona                   |
| Mittelfeld | Ella Toone     | Manchester United              |
| Mittelfeld | Keira Walsh    | FC Barcelona                   |
| Sturm      | Lauren James   | FC Chelsea                     |
| Sturm      | Sam Kerr       | FC Chelsea                     |
| Sturm      | Alex Morgan    | San Diego Wave                 |
| Sturm      | Alessia Russo  | Manchester United / FC Arsenal |

### 2024
| Position   | Name            | Verein                            |
| ---------- | --------------- | --------------------------------- |
| Tor        | Ederson         | Manchester City                   |
| Abwehr     | Dani Carvajal   | Real Madrid                       |
| Abwehr     | Virgil van Dijk | FC Liverpool                      |
| Abwehr     | Antonio Rüdiger | Real Madrid                       |
| Mittelfeld | Jude Bellingham | Real Madrid                       |
| Mittelfeld | Kevin De Bruyne | Manchester City                   |
| Mittelfeld | Toni Kroos      | Real Madrid                       |
| Mittelfeld | Rodri           | Manchester City                   |
| Sturm      | Erling Haaland  | Manchester City                   |
| Sturm      | Kylian Mbappé   | Paris Saint-Germain / Real Madrid |
| Sturm      | Vinícius Júnior | Real Madrid                       |

| Position   | Name            | Verein                                  |
| ---------- | --------------- | --------------------------------------- |
| Tor        | Mary Earps      | Manchester United / Paris Saint-Germain |
| Abwehr     | Lucy Bronze     | FC Barcelona / FC Chelsea               |
| Abwehr     | Olga Carmona    | Real Madrid                             |
| Abwehr     | Alex Greenwood  | Manchester City                         |
| Mittelfeld | Aitana Bonmatí  | FC Barcelona                            |
| Mittelfeld | Alexia Putellas | FC Barcelona                            |
| Mittelfeld | Keira Walsh     | FC Barcelona                            |
| Sturm      | Barbra Banda    | Shanghai Shengli / Orlando Pride        |
| Sturm      | Linda Caicedo   | Real Madrid                             |
| Sturm      | Lauren James    | FC Chelsea                              |
| Sturm      | Marta           | Orlando Pride                           |

## Statistik

### Meiste Nominierungen
- Stand: 2. Januar 2025

| Anzahl | Name              |
| ------ | ----------------- |
| 17     | Lionel Messi      |
| 15     | Cristiano Ronaldo |
| 11     | Sergio Ramos      |
| 9      | Andrés Iniesta    |
| 8      | Dani Alves        |
| 6      | Marcelo           |
| 6      | Luka Modrić       |
| 6      | Xavi              |
| 5      | Iker Casillas     |
| 5      | Kevin De Bruyne   |
| 5      | Kylian Mbappé     |
| 5      | John Terry        |
| 4      | Virgil van Dijk   |
| 4      | Erling Haaland    |
| 4      | Toni Kroos        |
| 4      | Manuel Neuer      |
| 4      | Gerard Piqué      |
| 3      | Gianluigi Buffon  |
| 3      | Steven Gerrard    |
| 3      | Kaká              |
| 3      | Carles Puyol      |
| 3      | Ronaldinho        |
| 3      | Thiago Silva      |

### Meiste Abstellungen
- Stand: 2. Januar 2025

| Anzahl | Verein              |
| ------ | ------------------- |
| 63     | Real Madrid         |
| 55     | FC Barcelona        |
| 18     | Paris Saint-Germain |
| 16     | FC Bayern München   |
| 16     | Juventus Turin      |
| 16     | Manchester City     |
| 14     | FC Chelsea          |
| 13     | FC Liverpool        |
| 12     | AC Mailand          |
| 12     | Manchester United   |
| 3      | Borussia Dortmund   |
| 3      | Inter Mailand       |